# Langue véhiculaire
Une langue véhiculaire est une langue ou un dialecte servant systématiquement de moyen de communication entre des populations de langues ou dialectes maternels différents, tout particulièrement lorsqu'il s'agit d'une langue tierce, différente des deux langues natives. Elle se distingue de la langue vernaculaire, communément utilisée au sein d'une population, sachant qu'une langue peut être à la fois  vernaculaire et véhiculaire : par exemple l'anglais au Royaume-Uni et à l'étranger.
Une langue véhiculaire peut être un pidgin, un créole, mais aussi des langues comme le français ou l'anglais, ou encore parfois une langue liturgique entre des communautés multilingues liées par une même religion.
Par métonymie, on emploie parfois les termes de « koinè » ou de « lingua franca » pour parler des langues véhiculaires en général, même si ces dernières sont en fait des langues véhiculaires singulières. D'autres termes sont aussi utilisés : langue pont, langue commune, langue commerciale, langue auxiliaire.

## Forces de diffusion des langues véhiculaires
Ces facteurs sont pluriels, à la fois d'ordre historique, géopolitique, étatique, démographique, économique et linguistique, expliquant l'importance et la différenciation des taux de véhicularité.

### Les expansions impériales
Historiquement les grandes langues véhiculaires ont été diffusées par de grands empires qui imposent une langue dominante administrativement. Cette langue très souvent va minoriser, voire se substituer aux langues vernaculaires existantes : le grec et l'empire d'Alexandre le Grand, le latin et l'empire romain, le chinois, le hindi-ourdou, l'arabe. À partir des découvertes de l'imprimerie en Occident, puis de l'Amérique, le français, l'espagnol, le portugais, l'anglais, l'allemand, le russe vont se diffuser largement dans leurs empires respectifs. Ces neuf dernières langues vivantes font partie des douze premières langues parlées dans le monde. Les autres sont le japonais, l'indonésien et le bengali.

### Les organisations internationales
L'ONU et la grande majorité des organisations spécialisées rattachées reconnaissent six langues de travail : anglais, français, russe, chinois, espagnol, et arabe dans l'ordre chronologique de reconnaissance. Ce sont les langues de travail reconnues par la Société des Nations (français, anglais, espagnol), celles des vainqueurs de 1945 (russe, chinois), ou bien celles parlées dans un grand nombre d'États (arabe). 
Dans les organisations continentales aussi, quelques langues prédominent. Ainsi :
- L'Union africaine, qui a remplacé l'Organisation de l'unité africaine en 2002, reconnaît 6 langues : anglais, français, arabe, portugais, espagnol et swahili.
- L'ASEAN reconnait uniquement l'anglais. En Inde, l'anglais et l'hindi sont les deux principales langues.
- L'Union européenne reconnait 24 langues nationales et de travail : trois langues dites procédurales, très majoritairement l'anglais, le français et l'allemand, sont les langues internes, et celles des documents de travail.

### La mondialisation contemporaine et la domination linguistique de l'anglais

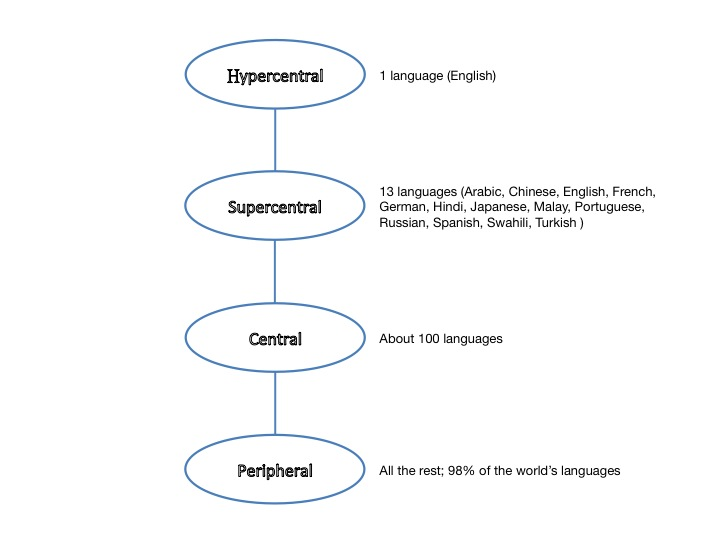
Selon de Swaan (2001) 1 langue hypercentrale (anglais) ; 13 langues supercentrales (arabe, mandarin, anglais, français, allemand, hindi, japonais, malais, portugais, russe, espagnol, swahili, turc) ; langues centrales (environ 100) ; langues périphériques (toutes les autres, 98 % des langues du monde).

L'anglais a été jusqu'ici le principal bénéficiaire de la mondialisation économique et culturelle, diffusé dès le XIXe siècle par l'Empire britannique et au XXe siècle principalement par la puissance hégémonique américaine. La technologie moderne a fortement accru son influence, mais les  progrès rapides récents de la traduction automatique pourraient limiter cette hégémonie.
L'anglais est dominant dans les différents domaines clé de la communication internationale, économique (commerce et finance internationales), politique, militaire, culturel, touristique, scientifique, éducatif, médiatique...
L'anglais est extrêmement présent dans le système éducatif de nombreux pays où la langue nationale est peu parlée, par exemple les pays baltes. Beaucoup de cours universitaires y sont donnés en anglais. Les formations supérieures des pays anglophones de naissance sont les plus recherchées.
De plus, d'après Robert Phillipson, « il y a une forte demande pour l'anglais, liée à son utilisation dans la publicité et par les médias vantant le succès, le pouvoir d'influence, le consumérisme et l'hédonisme. La mobilité géographique dans le travail, les liens internationaux toujours plus importants et les mariages interculturels renforcent un modèle de changement de langue vers les langues dominantes, particulièrement l'anglais ».
La communication en anglais est asymétrique, entre ceux pour qui c'est la langue maternelle (6 % de la population mondiale) et ceux pour qui il est une langue étrangère ou une deuxième langue(94 %). Dans le premier cas , l'exposition à la langue à 20 ans est de l'ordre de 100 000 heures (15 heures par jour * 365 * 20ans) et le double à 40 ans. Dans le deuxième cas, on compte en moyenne 1000 heures de cours (3heures de cours par semaine *35 semaines * 10 ans) , soit cent fois moins. 

### Les politiques étatiques et d'éducation
Les deux cents États reconnaissent 141 langues officielles à caractère national, dont environ vingt-cinq dépassent les cinquante millions de locuteurs. Dans la majorité des cas, une langue est privilégiée par chaque État. Plusieurs États diffusent une langue nationale unifiée en partie construite et simplifiée comme l'indonésien, le chinois mandarin. Un État peut reconnaître un statut égal à plusieurs langues, comme en Belgique ou en Suisse.
Les langues des minorités nationales peuvent avoir un statut relativement bien reconnu, comme en Afrique du Sud ou au Canada, ou non (Turquie). Dans beaucoup d'États, des langues minoritaires ne sont pas reconnues et elles ont souvent tendance à s'amenuiser, voire à disparaître.
Le statut des langues va influer sur leur transmission par l'éducation. Dans l'enseignement primaire et secondaire, il y aura souvent, comme en Afrique subsaharienne, l'enseignement d'une langue régionale, d'une langue nationale et d'une langue plurinationale.
Les langues secondes enseignées sont très majoritairement les grandes langues de travail des organisations internationales, en premier lieu l'anglais.

### La croissance démographique
Le poids démographique des langues est un facteur très important. Il dépend des expansions impériales et des politiques étatiques. La croissance démographique beaucoup plus rapide dans les pays en développement depuis 1950, du fait de la transition démographique haute et plus tardive est un facteur très important de ce dynamisme différencié. Le poids de certaines langues s'est fortement accru depuis un siècle  : espagnol et portugais en Amérique latine, chinois, hindi-ourdou, indonésien en Asie ; l'arabe en Afrique du Nord et en Asie Occidentale ;  l'anglais, le français, le swahili, le haoussa, etc. en Afrique subsaharienne ont aussi fortement augmenté le nombre de leurs locuteurs.

### L'urbanisation et l'activité économique moderne
La population urbaine du monde dépasse les 50 % depuis 2008  et approchera les deux tiers en 2050. La mobilité urbaine s'accompagne de la diffusion des langues véhiculaires régionales, nationales et internationales. La maîtrise des langues véhiculaires favorise l'insertion économique et sociale.

### Le taux de véhicularité des langues, indice de dynamisme
Compte tenu des facteurs précédents, quelques langues, peu nombreuses, ont un taux élevé de véhicularité supérieur à 1, soit le ratio nombre de locuteurs langue seconde / nombre de locuteurs langue première. Ce taux est supérieur à 1 par exemple pour le français et l'anglais, mais aussi pour certaines langues africaines comme le swahili, ou encore pour l'indonésien. L'esperanto, la  langue auxiliaire internationale construite, a le taux de véhicularité maximal .

## Exemples de langues véhiculaires

### Français

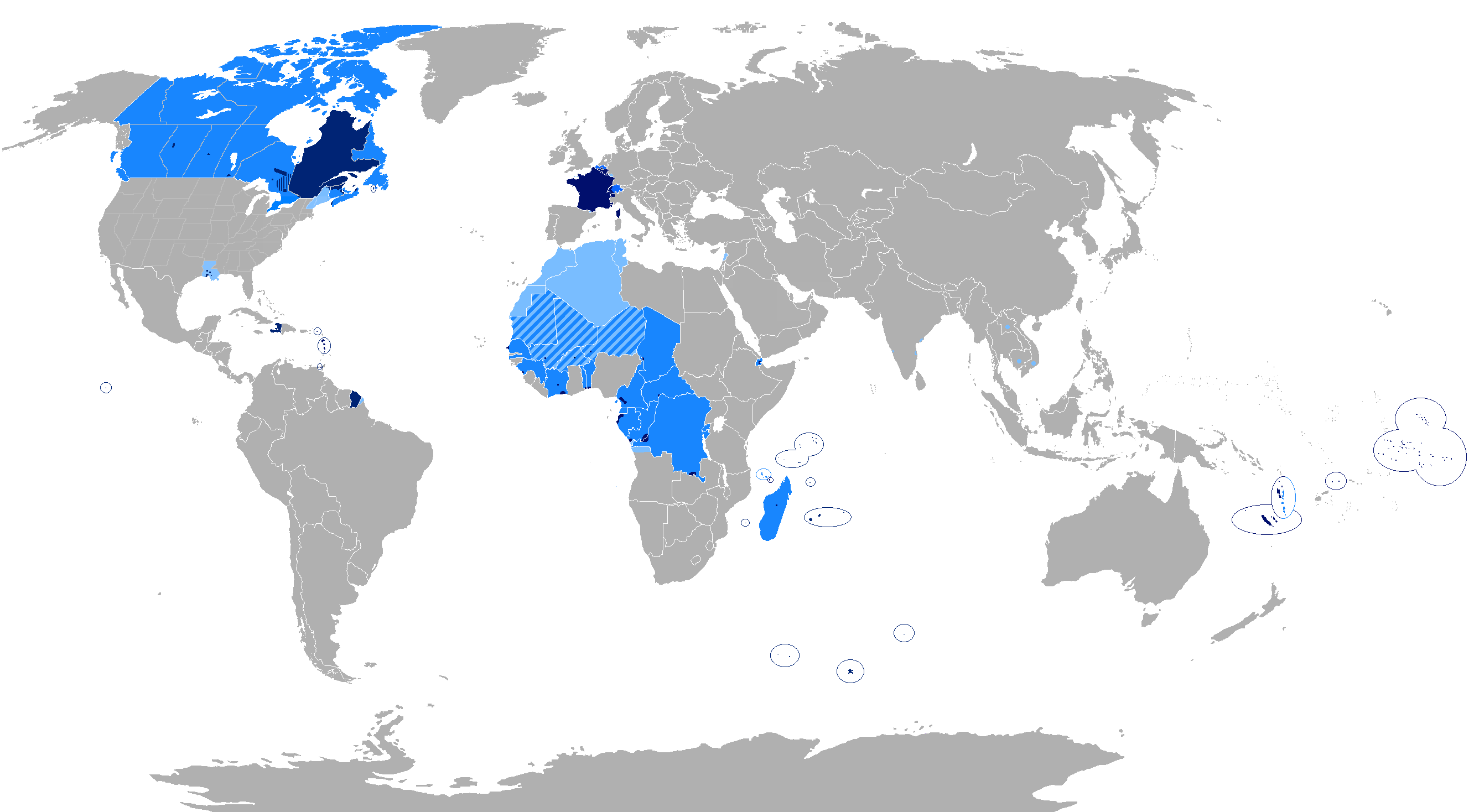
Pays où le français est langue maternelle, officielle, secondaire ou minoritaire.

Le français servit de langue véhiculaire pour l'aristocratie européenne du XVIIe siècle jusqu'à la fin du XIXe siècle (ainsi, les enfants des principales familles princières d'Europe étaient élevés en français et les aristocrates russes correspondaient fréquemment entre eux en français) et est toujours utilisé dans de très nombreux pays francophones d'Afrique et de l'océan Indien.
De plus, le français a été la langue de la diplomatie en Europe depuis les traités de Westphalie en 1648, où il a supplanté le latin, jusqu'à un condominium avec l'anglais lors du traité de Versailles (1919). En conséquence, le français est encore l'une des langues de travail des institutions internationales (telles que le Comité international olympique, l'Assemblée parlementaire de l'OTAN, l'Organisation mondiale de la santé, l'Organisation des Nations unies, le Bureau international du travail, l'Union postale universelle, la Fédération internationale d'escrime, l'Office européen des brevets, l'Office de l'Union européenne de la propriété intellectuelle), et est utilisé comme langue de travail de facto, avec l'allemand et l'anglais, de l'Union européenne. 
On la trouve aussi dans des documents allant des passeports aux courriers postaux.
Le français était aussi la langue utilisée dans les villes cosmopolites éduquées de la moitié nord de l'Afrique comme Le Caire (Égypte) vers le tournant du siècle jusqu'à la Seconde Guerre mondiale. Le français est encore une langue véhiculaire dans beaucoup de pays d'Afrique de l'Ouest et d'Afrique centrale (où il jouit souvent du statut de langue officielle), une conséquence de l'époque coloniale de la France et de la Belgique. Ces pays africains, avec plusieurs autres pays de par le monde sont membres de la francophonie.

### Malais

Zone linguistique du malais.

Le malais est la langue d'échange parlée dans les ports de l'archipel indonésien et de la péninsule Malaise depuis au moins le XVe siècle, époque du rayonnement du sultanat de Malacca sur la péninsule Malaise. C'est sans doute Antonio Pigafetta (1491-1534), marin et chroniqueur de Magellan, qui a rédigé le premier dictionnaire de cette langue. Il est possible que le malais, originaire de Sumatra, ait été une langue d'échange entre cette île et celle de Java à l'époque de la puissance de la cité-État de Sriwijaya (aujourd'hui la ville de Palembang dans le sud de Sumatra), car on a retrouvé dans le centre de Java des inscriptions en malais remontant au VIIe siècle apr. J.-C. Le colonisateur hollandais utilisait le malais pour s'adresser aux locaux. La jeunesse nationaliste, réunie en congrès en 1928, baptisera solennellement le malais « indonésien » et langue nationale de la future république d'Indonésie, en adoptant l'alphabet latin dès 1928. De nombreuses modifications du vocabulaire différencient ensuite les deux langues.
Le malais est également la langue nationale du sultanat de Brunei et de la Malaisie, et une des langues officielles de la république de Singapour (pourtant beaucoup moins véhiculaire là que le mandarin et l'anglais).

### Haoussa

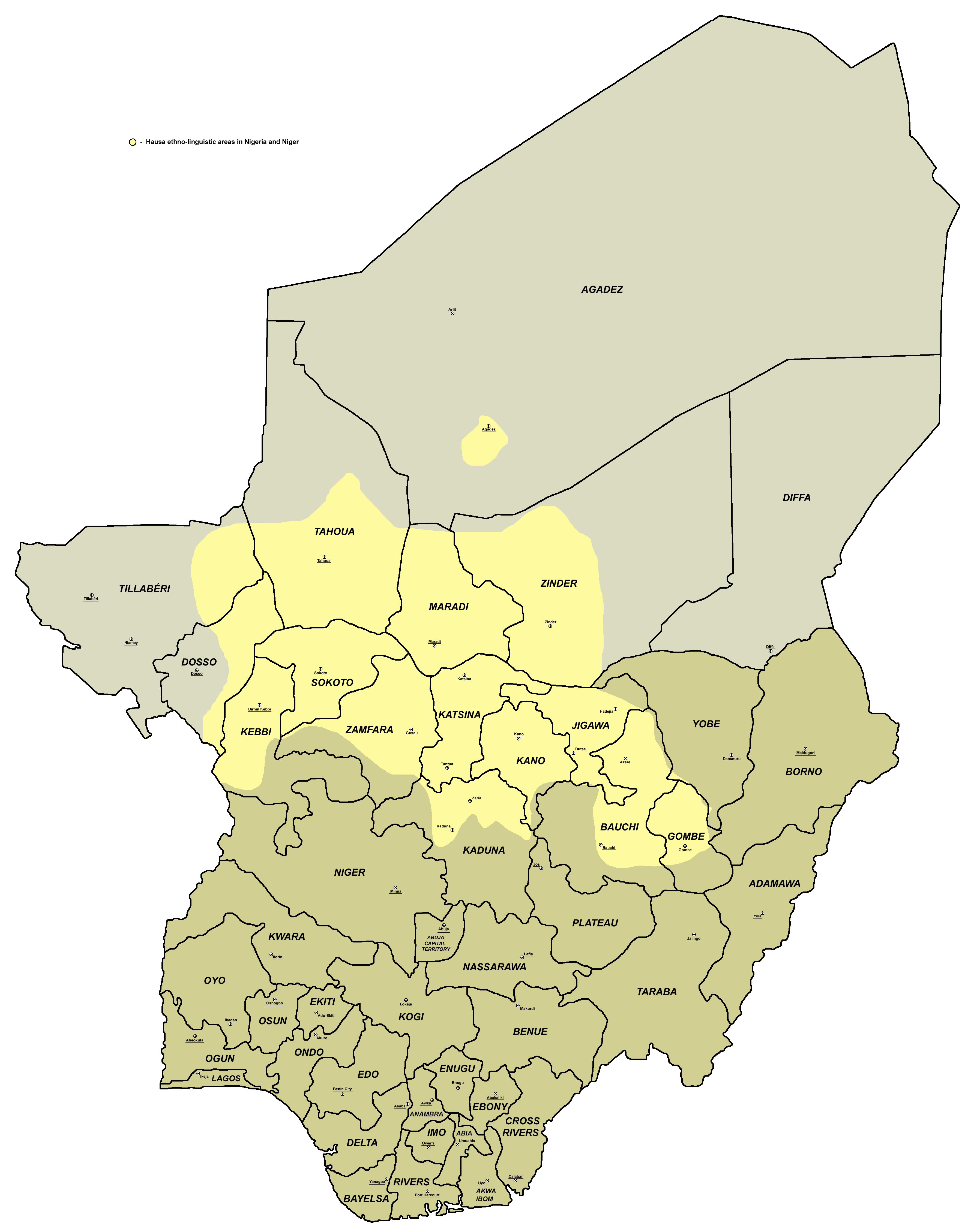
Répartition des locuteurs du haoussa au Nigéria et au Niger.

Le haoussa est une des principales langues commerciales d'Afrique de l'Ouest. Il est parlé par environ 50 millions de personnes, principalement au Nigeria (20 millions de locuteurs), au Niger (5 millions) ainsi qu'au Ghana, au Cameroun, au Tchad et au Soudan. Il est aussi parlé dans de nombreuses grandes villes de commerce.
Le haoussa est une langue officielle au Nigeria et une langue nationale au Niger.

### Swahili ou kiswahili
Le kiswahili est une langue vernaculaire bantoue, originaire du sud du Kenya, qui s'est ensuite métissée à d'autres langues africaines et à l'arabe. Elle joue de nos jours un rôle important comme langue véhiculaire dans toute l'Afrique de l'Est. Le préfixe « ki- » signifie « langue » et « swahili » désigne la côte : le kiswahili est donc la « langue de la côte ».

### Autres exemples

Espérantie : 120 pays où l'espéranto est parlé.

- L'espéranto a la particularité d'être langue véhiculaire, sans être langue vernaculaire, avec un nombre de locuteurs réguliers de deux millions en 1999[4],[5],[6].

#### Europe

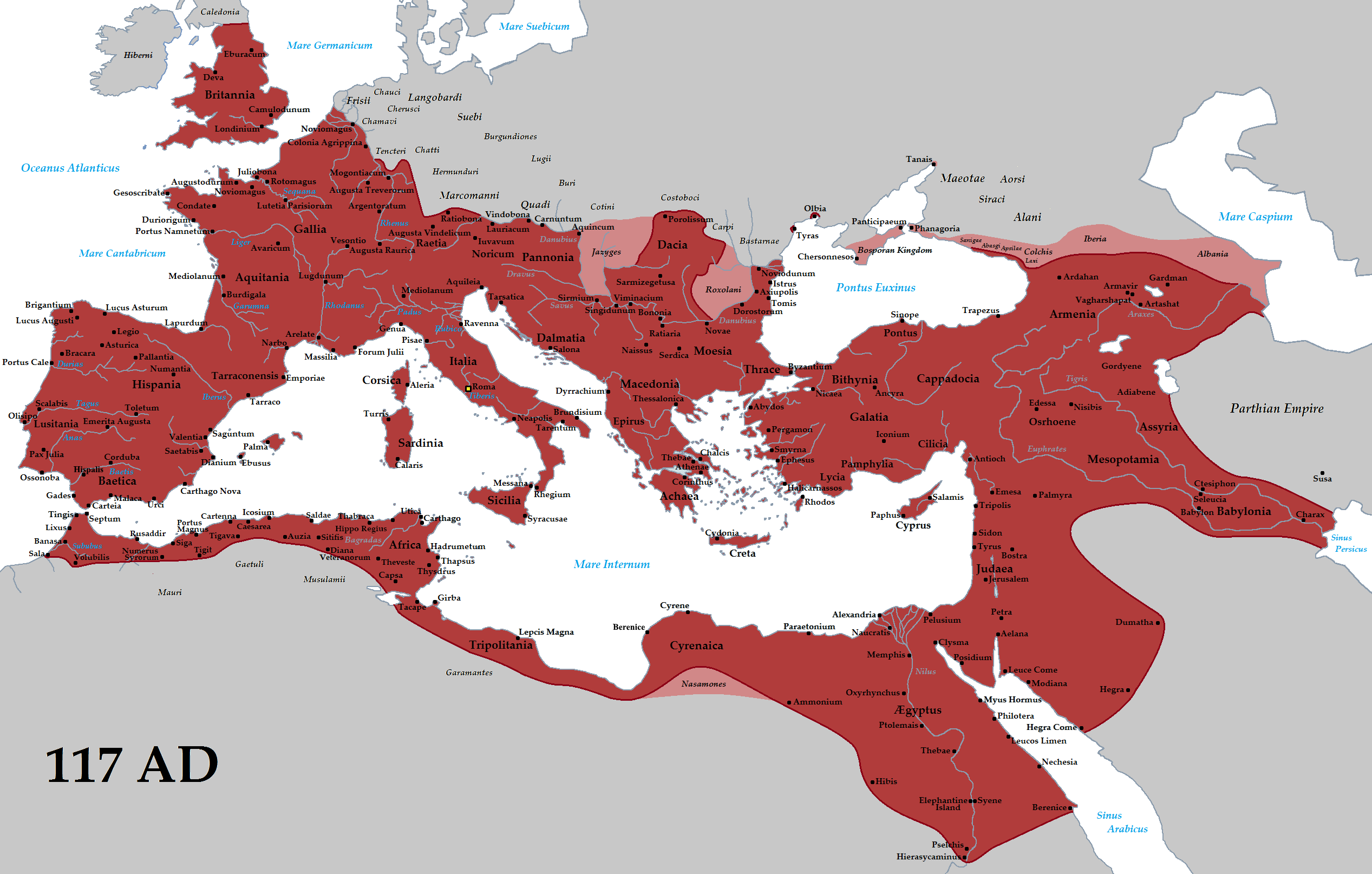
Zone géographique recouverte par l'Empire romain à son expansion maximale.

- La lingua franca était parlée par les marins et les esclaves de la Méditerranée du XVe au XIXe siècle.
- L'ottoman était la langue de l'Empire ottoman et servait de langue véhiculaire sur son territoire.
- De 1200 à 1600, l'allemand de Lübeck servait de langue véhiculaire aux ports de la Hanse (Hansesprache) et fut même longtemps celle des ports de la mer du Nord et de la mer Baltique[7].
- Le latin vulgaire, dans l'Antiquité, servait de langue véhiculaire au sein des populations de la moitié occidentale de l'Empire romain, en concurrence avec la κοινή (koinè, c'est-à-dire langue « commune ») grecque dans la partie orientale. Le latin a continué, surtout à l'écrit mais pas exclusivement, à jouer ce rôle pendant des siècles en Europe ─ d'autant plus qu'il a servi jusqu'au Concile Vatican II de langue liturgique chrétienne ─ dans le domaine des idées, des arts, des sciences et des lettres. Il a été supplanté par des langues vernaculaires, dont le français, qui fut la langue officielle des cours d'Europe pendant plus de trois siècles (XVIIe-début XXe), l'anglais, mais également l'espagnol, et dans une moindre mesure, actuellement, le français, qui remplissent un rôle similaire désormais. Le latin et le grec (ancien) contribuent à la formation de néologismes, surtout dans le vocabulaire scientifique international. Le latin, en tant que le néolatin, est toujours la langue véhiculaire de la taxinomie.

#### Proche-Orient
- Le persan joue exactement le même rôle dans le monde iranien.
- L'arabe, en tant que langue liturgique, joue aussi un tel rôle dans le monde arabe.

#### Amériques

Pays où l'espagnol est langue officielle.

- L'espagnol, dans de nombreux pays d'Amérique latine et dans le sud-ouest des États-Unis et en Floride.
- Le quechua, déjà utilisé dans l'empire Inca avant l'arrivée des Conquistadors espagnols comme langue de l'administration impériale, a été repris par l'église catholique comme véhicule de l'évangélisation dans les Andes, ce qui a d'ailleurs abouti assez paradoxalement à rendre cette langue autochtone plus parlée qu'elle ne l'était avant la colonisation européenne.

#### Afrique
- Le mina est la langue véhiculaire de Lomé (capitale du Togo) qui est une ville de commerçants où se retrouvent de nombreuses ethnies parlant diverses langues. La nécessité d'une langue commune a donc vu le jour.
- Le bambara est une des principales langues véhiculaires au Mali, voire d'Afrique de l'Ouest (Côte d'Ivoire, Burkina Faso, Guinée, Gambie, Sénégal) si on le considère comme un des dialectes du mandingue qui sont mutuellement intercompréhensibles (par exemple le dioula et le Mandinka).
- Le wolof est la langue véhiculaire au Sénégal.
- Le kituba simplification du kikongo est la langue véhiculaire du sud de la République du Congo tandis que Lingala est la langue véhiculaire du nord.

#### Asie

Distribution du mandarin (en brun clair). Le Jin (brun foncé) lui est parfois associé.

- En Inde, un tel rôle pouvait être autrefois joué par le sanskrit, langue liturgique, remplacé maintenant par l'hindoustani, langue nationale.
- Le mandarin est la langue véhiculaire et officielle en Chine, à Taïwan (mandarin de Taïwan) et, avec l'anglais, à Singapour (mandarin de Singapour). Il devient véhiculaire également dans les « quartiers chinois », en remplacement du cantonais qui y dominait.
- L'araméen, aussi appelé « syriaque » ou « soureth », joue de même un rôle de langue liturgique encore de nos jours, dans certaines communautés chrétiennes (Malabar en Inde) ; elle permettait jadis à des communautés christianisées disparates de communiquer entre elles.
- Le russe dans la majorité des anciennes républiques de l'ex-URSS[8].

#### Océanie
- Le bichelamar (ou bislama), un créole à base lexicale anglaise, est la langue véhiculaire du Vanuatu, pays comptant environ 130 langues indigènes.
- Le pijin, proche du bichelamar, joue un rôle similaire aux Îles Salomon, pays qui compte environ 70 langues.